# 我的事說來話長
《我的事說來話長》，是日本電視台在2019年10月12日至12月14日播出的週六連續劇。由生田斗真主演。
特別篇《我的事說來話長 2025春季特別篇》於2025年3月30日、4月6日播出。

## 故事概要
岸邊滿是一名31歲的單身尼特族。大學時辍学自己經營了一家咖啡廳，但僅過九個月就倒閉，在那之後六年一直待在老家，依靠給母親幫忙賺取零用錢過活。但在某天，滿的姊姊綾子「打算把房子重建，能不能讓我們一家借住一段時間」這麼說著，一家三口搬回老家暫住了三個月，滿的生活也因此產生了一些變化。擅長用一堆歪理狡辯的滿、強勢且一心想讓弟弟工作的綾子、工作不如意性格怯懦的姊夫光司、因某些原因突然不去學校的姪女春海、個性開朗但拿孩子沒辦法的母親房枝，在這三個月的共同生活中，一家人在吵吵鬧鬧的同時也漸漸地加深了彼此之間的感情。

## 登場人物

### 岸邊家
| 角色（年齡）   | 演員       | 介紹 |
| 岸邊滿（31）   | 生田斗真   | 岸邊家的長男 。大學輟學後，自己創業經營一家咖啡廳，但僅過九個月就倒閉失敗，在那之後六年一直寄居在老家不工作。 常用一堆歪理來讓別人相信自己的話，總是為了一些不合自己心意的小事挑毛病，但也常因此而讓家人加深溝通。 在秋葉一家暫住的三個月期間，有意無意地解決了秋葉一家的各種問題。 |
| 岸邊巖         | 久保酎吉   | 滿和綾子的父親。已過世。 |
| 岸邊房枝（61） | 原田美枝子 | 滿和綾子的母親。個性開朗。丈夫過世後，獨自經營著「Polaris」咖啡店。 在滿變成尼特族後，雖然也嘗試讓滿再出去工作，但總是被他以一堆歪理說服。 |

### 秋葉家
| 角色（年齡）   | 演員     | 介紹 |
| 秋葉光司（42） | 安田顯   | 綾子的丈夫。前樂團貝斯手。 最大的願望是让女兒春海承認他是父亲。當初樂團解散後當過一段時間尼特族，後來雖然在一般公司找到工作，但卻做得不是很習慣。 在與綾子結婚前曾經跟春海相處得很好，但後來卻似乎有了隔閡。 |
| 秋葉綾子（37） | 小池荣子 | 滿的姐姐。離過一次婚。在丸之内工作的职业女性。 雖然性格強勢能幹，但卻不知道如何和女儿春海交流，平時依賴弟弟滿來了解和幫助女兒。                                                                              |
| 秋葉春海（15） | 清原果耶 | 綾子和前夫的女兒。中學三年级学生，故事開始時因某些原因而不去學校上課，被滿说服後开始回去上学。 |

### clutch Bar
| 角色（年齡）     | 演員     | 介紹                                                 |
| 駒野海星（27）   | 杉野遥亮 | 酒保。非常重視酒吧常客。                             |
| 千田小雪（25）   | きなり   | 兼職店員。除了酒吧的工作之外，同時在樂團擔任貝斯手。 |
| 三枝明日香（35） | 倉科加奈 | 老闆。                                               |

### “Polaris”和“clutch”的客人
| 角色（年齡）   | 演員       | 介紹 |
| 諸角圭一（40） | 浜谷健司   | 汽车维修店的工人。 |
| 牧本求（60）   | 西村雅彦   | 岸邊家附近的一家舊書店店主。對房枝有好感。 |
| 園田拓斗（32） | 本多力     | 業務員。从第4集开始，常跟渡利和滿一起去「clutch」。 |
| 渡利潤平       | 間宮祥太朗 | 園田的後輩。與滿同樣大學輟學，曾經當過一段時間背包客。 園田為了讓滿對工作感興趣而讓兩人見面，但渡利反而被滿的一番話說得險些從公司辭職。後來常跟園田和滿一起去「clutch」。 |
| 檀野義明       | 長谷川初範 | 吹箭協會副會長。住在附近的有錢人。 |

### 其他
| 角色（年齡） | 演員             | 介紹                                                     |
| 高平陸（15） | 水沢林太郎       | 春海的同學。春海暗戀的對象，但後來跟春海的好友凛菜交往。 |
| 凛菜（15）   | 川床明日香       | 春海的好友，陸的女朋友。                                 |
| AMRadio DJ   | 滝沢秀一、西堀亮 | 春海常聽的广播节目的DJ。                                 |
| 房地产经纪人 | 今井隆文         | 棒球比賽時常找滿來擔任裁判。                             |

## 各集客串人物

### 第4集
| 角色（年齡） | 演員                   | 介紹 |
| 安村         | 河野真也（オクラホマ） |      |
| 園田的女儿   | 宮地美然               |      |

### 第5集
| 角色（年齡） | 演員         | 介紹                                                      |
| 田原洋介     | 辻本耕志     |                                                           |
| 班級導師     | 松本こうせい |                                                           |
| 諸角明美     | 花岡すみれ   | 諸角的女儿。 和春海上同一所中學，知道春海不去學校的原因。 |

### 第9集
| 角色（年齡） | 演員       | 介紹                                                                           |
| 占卜師       | 久保酎吉   | 在岸邊家住的那條街上40年以上的占卜師。和滿的父親巖長得很像，據說算得很準。     |
| 來來軒的店主 | 内田紳一郎 | 拉麵店的店主。 店裡原先拒絕外賣，但在第9集结尾的時候，回應客人的要求開始外賣。 |
| 三浦         | 山本直寛   |                                                                                |

## 獎項
- 第103回日劇學院獎
  - 剧本奖（金子茂樹）
- 第38回 向田邦子賞（金子茂樹）
- 2020年東京國際戲劇節
  - 優秀奖
  - 最佳男主角奖（生田斗真）
  - 劇本獎（金子茂樹）
- 2020年日本民間放送連盟賞 電視劇項目 優秀賞

## 工作人員

### 連續劇
- 編劇：金子茂樹
- 音樂：得田真裕
- 主題曲：關西傑尼斯8〈友よ（日语：友よ_(関ジャニ∞の曲）〉（INFINITY RECORDS）
- 劇中歌
  - 第3集：「タイプな女」（作詞・作曲：辻本耕志）
  - 第5集：「モノクロームの空」（作詞・作曲：〈ハセガワダイスケ（日语：ハセガワダイスケ）〉）
  - 第7集：竹原ピストル「おーい! おーい!!」（作詞・作曲：竹原ピストル）（スピードスターレコーズ）
- 咖啡指導・监督：篠崎好治、田口希憲
- 調酒師監督：郡司裕史
- 動物指導：ZOO動物プロ
- 總制片人：池田健司
- 制片人：櫨山裕子（日语：櫨山裕子）、秋元孝之
- 导演：中島悟、丸谷俊介、鈴木勇馬
- 協助：Office Crescendo
- 製作：日本电视台

### 特別篇
- 編劇：金子茂樹
- 配樂：得田真裕
- 主題曲：SUPER EIGHT（INFINITY RECORDS）
- 導演：中島悟
- 總制片人：荻野哲弘
- 製片人：櫨山裕子、岡宅真由美（AVANZ GATE）、柳内久仁子（AX-ON）、難波利昭（AVANZ GATE）
- 制作協力：AX-ON、AVANZ GATE
- 製作著作：日本電視台

## 播出日程

### 連續劇
| 集數                                                    | 播出日期        | 標題                       | 副標題                                             | 導演     | 收視率 |
| ------------------------------------------------------- | --------------- | -------------------------- | -------------------------------------------------- | -------- | ------ |
| 第1集                                                   | 2019年 10月12日 | すき焼きと自転車           | 新感覚2本立て! ニートと家族すき焼き ヘリクツ大乱闘 | 中島悟   | 08.4%  |
| 第1集                                                   | 2019年 10月12日 | 寿司とダンボール           | 新感覚2本立て! ニートと家族すき焼き ヘリクツ大乱闘 | 中島悟   | 08.4%  |
| 第2集                                                   | 10月19日        | 焼きそばと海               | 不登校をニートが解決                               | 中島悟   | 09.0%  |
| 第2集                                                   | 10月19日        | コーヒーと台所             | 母に珈琲は親孝行サギ                               | 中島悟   | 09.0%  |
| 第3集                                                   | 10月26日        | カボチャと喫茶店           | ハローウィーン大論争!                              | 丸谷俊介 | 08.9%  |
| 第3集                                                   | 10月26日        | 酢豚と墓参り               | 姉尾行つり銭サギ発覚                               | 丸谷俊介 | 08.9%  |
| 第4集                                                   | 11月02日        | アイスと夜の散歩           | アイス消失犯人は俺                                 | 中島悟   | 08.4%  |
| 第4集                                                   | 11月02日        | バーニャカウダと犬の散歩   | 就職強要とニートの意地                             | 中島悟   | 08.4%  |
| 第5集                                                   | 11月09日        | 銀杏と爪切り               | 子は親に必ず嘘をつく                               | 丸谷俊介 | 08.0%  |
| 第5集                                                   | 11月09日        | シャンパンと合い鍵         | 年上セレブに恋をした                               | 丸谷俊介 | 08.0%  |
| 第6集                                                   | 11月16日        | 毛蟹と体温計               | 毛ガニ強奪オトリ作戦                               | 中島悟   | 07.7%  |
| 第6集                                                   | 11月16日        | モンブランと亀             | ヒモ認定に必死の抵抗                               | 中島悟   | 07.7%  |
| 第7集                                                   | 11月23日        | ジンライムと商店街         | お掃除ロボはふるさとだ                             | 中島悟   | 07.4%  |
| 第7集                                                   | 11月23日        | カレーライスと実家         | W失恋 涙のドライブ                                 | 中島悟   | 07.4%  |
| 第8集                                                   | 11月30日        | ゆで卵と福引き             | 熟年三角関係に喝!                                  | 鈴木勇馬 | 09.1%  |
| 第8集                                                   | 11月30日        | ミカンとコタツ             | Wニートが家族愛を熱唱                              | 鈴木勇馬 | 09.1%  |
| 第9集                                                   | 12月07日        | トンカツと占い             | 無念の揚げたて豚カツ                               | 丸山俊介 | 07.2%  |
| 第9集                                                   | 12月07日        | ラーメンとフリーマーケット | フリマで決定 満の値段                              | 丸山俊介 | 07.2%  |
| 最終集                                                  | 12月14日        | すき焼きと引越し           | 肉最高! 最後の屁理屈                               | 中島悟   | 10.4%  |
| 最終集                                                  | 12月14日        | コーヒーとマラソン         | 遂に就職大ピンチ                                   | 中島悟   | 10.4%  |
| 平均收視率 8.4%（收視率由Video Research於關東地區統計） |                 |                            |                                                    |          |        |

### 特別篇
| 集數 | 播出日期       | 日文標題 | 中文標題 (friDay影音)       |
| ---- | -------------- | -------- | --------------------------- |
| 前篇 | 2025年 3月30日 |          | 竹筍與深鍋                  |
| 前篇 | 2025年 3月30日 |          | 竹筍與深鍋                  |
| 後篇 | 4月06日        |          | 加密貨幣與御好燒 櫻餅與印章 |
| 後篇 | 4月06日        |          | 加密貨幣與御好燒 櫻餅與印章 |

## 外部連結
- 我的事說來話長 | 日本電視台（页面存档备份，存于）
  - 【公式】『俺の話は長い』的X（前Twitter）
  - 【公式】『俺の話は長い』的Instagram帳戶
- 我的事說來話長〜2025・春〜 | 日本電視台
  - 【公式】俺の話は長い〜2025・春〜的X（前Twitter）
  - 【公式】俺の話は長い〜2025・春〜的Instagram帳戶

| 日本 日本電視台 週六連續劇                     | 日本 日本電視台 週六連續劇                               | 日本 日本電視台 週六連續劇 |
| ---------------------------------------------- | -------------------------------------------------------- | -------------------------- |
|                                                | 我的事說來話長 （2019年10月12日－12月14日）              |                            |
| Voice 110緊急指令室 （2019年7月13日－9月21日） | Top Knife-天才腦外科醫的條件- （2020年1月11日－3月14日） |                            |